# Pjesma Eurovizije 1960.
Eurovizija 1960. je bila 5. Eurovizija održana 29. ožujka 1960. u Royal Festival Hallu,  London, Ujedinjeno Kraljevstvo. Francuska je pobijedila po drugi put. Predstavljala ju je Jacqueline Boyer s pjesmom Tom Pillibi koja je postala hit u Europi. Osvojila je 32 boda. Ove godine nitko nije osvojio nula bodova, što će se idućih godina događati. 
Nizozemska je pobijedila prošle godine, ali ove godine nije organizirala natjecanje zbog financijskih razloga. Tada je organizacija pala na drugoplasirano Ujedinjeno Kraljevstvo.

## Rezultati
| Broj | Zemlja                 | Jezik        | Pjevač           | Pjesma                       | Pozicija | Bodovi |
| ---- | ---------------------- | ------------ | ---------------- | ---------------------------- | -------- | ------ |
| 01   | Ujedinjeno Kraljevstvo | engleski     | Bryan Johnson    | "Looking High, High, High"   | 2        | 25     |
| 02   | Švedska                | švedski      | Siw Malmkvist    | "Alla andra får varann"      | 10       | 4      |
| 03   | Luksemburg             | luksemburški | Camillo Felgen   | "So laang we's du do bast"   | 13       | 1      |
| 04   | Danska                 | danski       | Katy Bødtger     | "Det var en yndig tid"       | 10       | 4      |
| 05   | Belgija                | francuski    | Fud Leclerc      | "Mon amour pour toi"         | 6        | 9      |
| 06   | Norveška               | norveški     | Nora Brockstedt  | "Voi Voi"                    | 4        | 11     |
| 07   | Austrija               | njemački     | Harry Winter     | "Du hast mich so fasziniert" | 7        | 6      |
| 08   | Monako                 | francuski    | François Deguelt | "Ce soir-là"                 | 3        | 15     |
| 09   | Švicarska              | talijanski   | Anita Traversi   | "Cielo e terra"              | 8        | 5      |
| 10   | Nizozemska             | nizozemski   | Rudi Carrell     | "Wat een geluk"              | 12       | 2      |
| 11   | Njemačka               | njemački     | Wyn Hoop         | "Bonne nuit ma chérie"       | 4        | 11     |
| 12   | Italija                | talijanski   | Renato Rascel    | "Romantica"                  | 8        | 5      |
| 13   | Francuska              | francuski    | Jacqueline Boyer | "Tom Pillibi"                | 1        | 32     |

| Pjesma Eurovizije | Pjesma Eurovizije |
| --- | ----------------- |
| |                   |
| 01956. • 1957. • 1958. • 1959. • 1960. 1961. • 1962. • 1963. • 1964. • 1965. • 1966. • 1967. • 1968. • 1969. • 1970. 1971. • 1972. • 1973. • 1974. • 1975. • 1976. • 1977. • 1978. • 1979. • 1980. 1981. • 1982. • 1983. • 1984. • 1985. • 1986. • 1987. • 1988. • 1989. • 1990. 1991. • 1992. • 1993. • 1994. • 1995. • 1996. • 1997. • 1998. • 1999. • 2000. 2001. • 2002. • 2003. • 2004. • 2005. • 2006. • 2007. • 2008. • 2009. • 2010. 2011. • 2012. • 2013. • 2014. • 2015. • 2016. • 2017. • 2018. • 2019. • 2020. 2021. • 2022. • 2023. • 2024. • 2025. |                   |

| Pjesma Eurovizije | Pjesma Eurovizije |
| --- | ----------------- |
| |                   |
| 01956. • 1957. • 1958. • 1959. • 1960. 1961. • 1962. • 1963. • 1964. • 1965. • 1966. • 1967. • 1968. • 1969. • 1970. 1971. • 1972. • 1973. • 1974. • 1975. • 1976. • 1977. • 1978. • 1979. • 1980. 1981. • 1982. • 1983. • 1984. • 1985. • 1986. • 1987. • 1988. • 1989. • 1990. 1991. • 1992. • 1993. • 1994. • 1995. • 1996. • 1997. • 1998. • 1999. • 2000. 2001. • 2002. • 2003. • 2004. • 2005. • 2006. • 2007. • 2008. • 2009. • 2010. 2011. • 2012. • 2013. • 2014. • 2015. • 2016. • 2017. • 2018. • 2019. • 2020. 2021. • 2022. • 2023. • 2024. • 2025. |                   |